# Bläcktjärnen (Brattfors socken, Värmland)
Bläcktjärnen är en sjö i Filipstads kommun i Värmland och ingår i Göta älvs huvudavrinningsområde. Bläcktjärnen ligger i Brattforsheden Natura 2000-område.